# Урњано
Урњано (итал. Urgnano) је насеље у Италији у округу Бергамо, региону Ломбардија.
Према процени из 2011. у насељу је живело 7914 становника. Насеље се налази на надморској висини од 173 м.

## Становништво
Према резултатима пописа становништва 2011. у општини је живело 9.549 становника.
| 1931. | 1936. | 1951. | 1961. | 1971. | 1981. | 1991. | 2001. | 2011. |
| ----- | ----- | ----- | ----- | ----- | ----- | ----- | ----- | ----- |
| 5.243 | 5.133 | 5.613 | 5.861 | 6.716 | 7.372 | 7.606 | 8.445 | 9.549 |